# Kranswieren
Kranswieren (Characeae) zijn in zoet water levende meercellige algen, die verwant zijn aan de evolutionaire voorouders van de landplanten (Embryophyta).
Kranswieren vertonen enige biochemische, anatomische en morfologische gelijkenis met de landplanten. Zo beschikken de cellen van kranswieren over plasmodesmata, over een fragmoplast en over cellulosesynthase-complexen. De fragmoplast maakt het kranswieren en landplanten mogelijk, om bij deling van een cel aan open mitose te doen: de kernmembraan verdwijnt dan tijdelijk. 
De gameten bevinden zich bij kranswieren in een gametangium (voortplantingsstructuur) met een buitenlaag van steriele cellen, en deze zijn daardoor te vergelijken met de archegonia en antheridia van de landplanten. Kranswieren planten zich, net als varens en mossen, voort door middel van sporen.
In de Benelux komen in zoet water (meren, sloten) diverse soorten, en uit verschillende geslachten afkomstige, kranswieren voor.

## Genera
De familie bestaat uit de volgende genera:
- Chara (kransblad)
- Lamprothamnium
- Lychnothamnus
- Nitella (glanswier)
- Tolypella (boomglanswier)

## Afbeeldingen

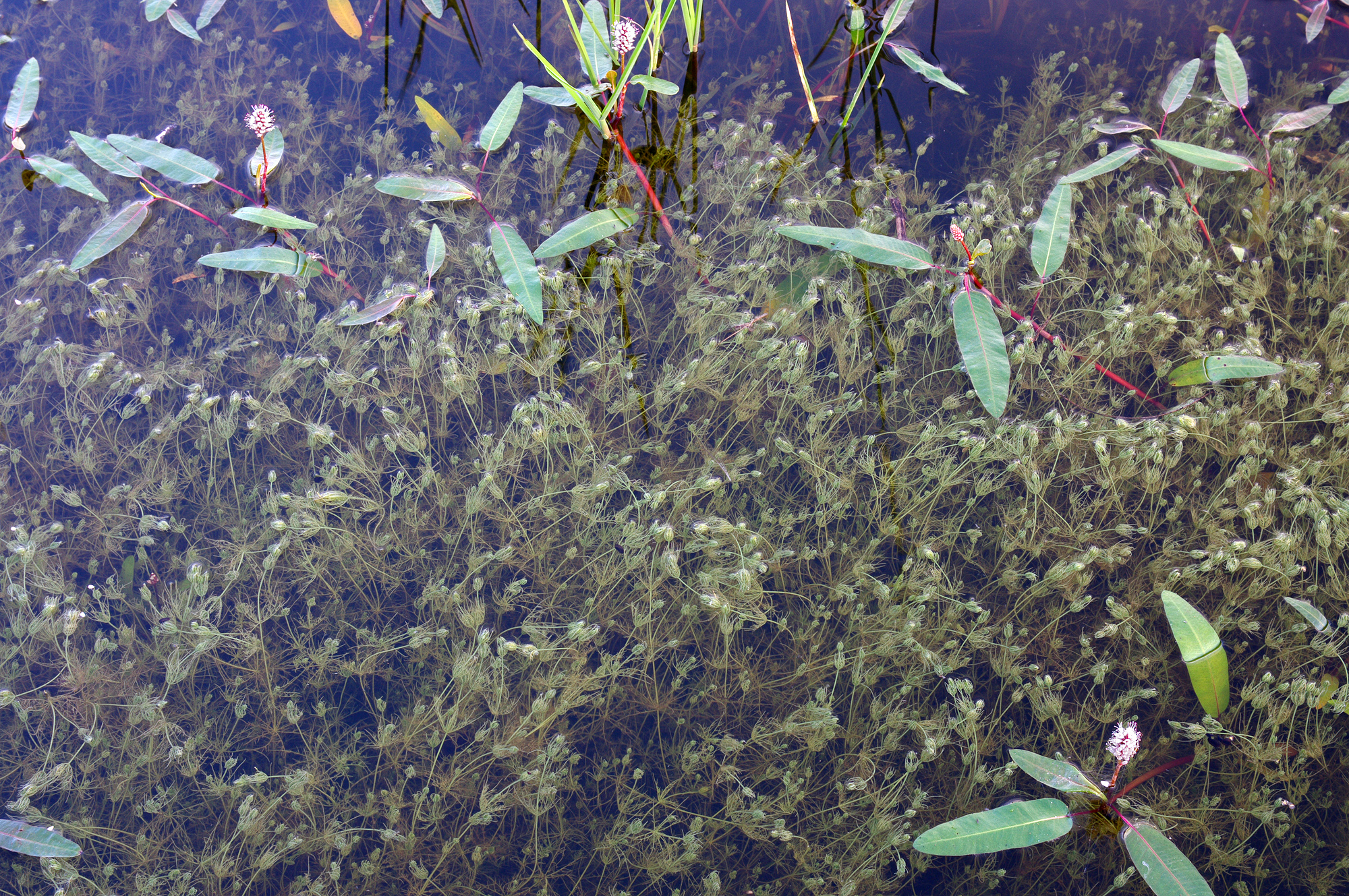
Een chara-weide (Chara vulgaris)
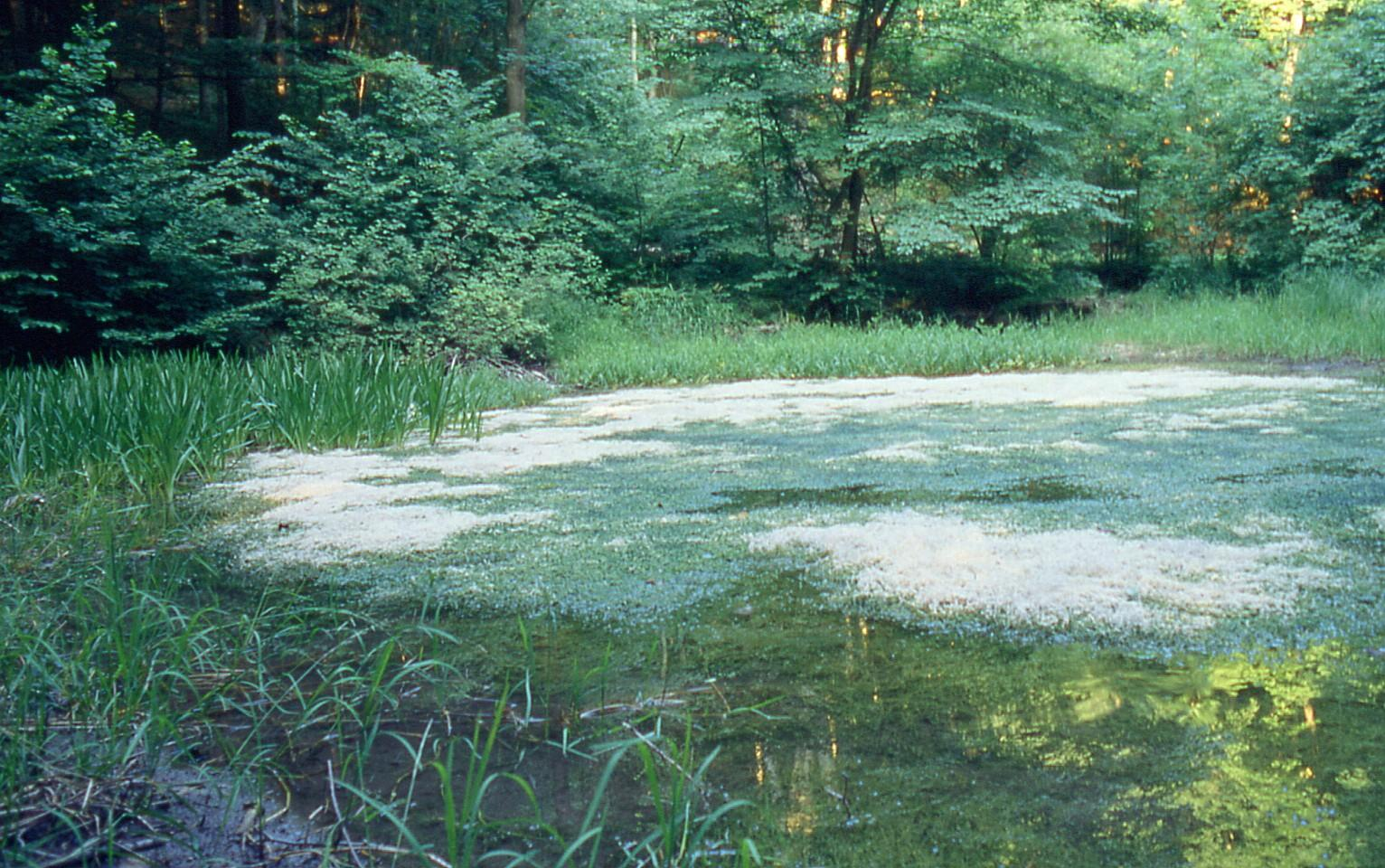
Afzetting van een kalkkorst op Chara spec. in een bronvijver
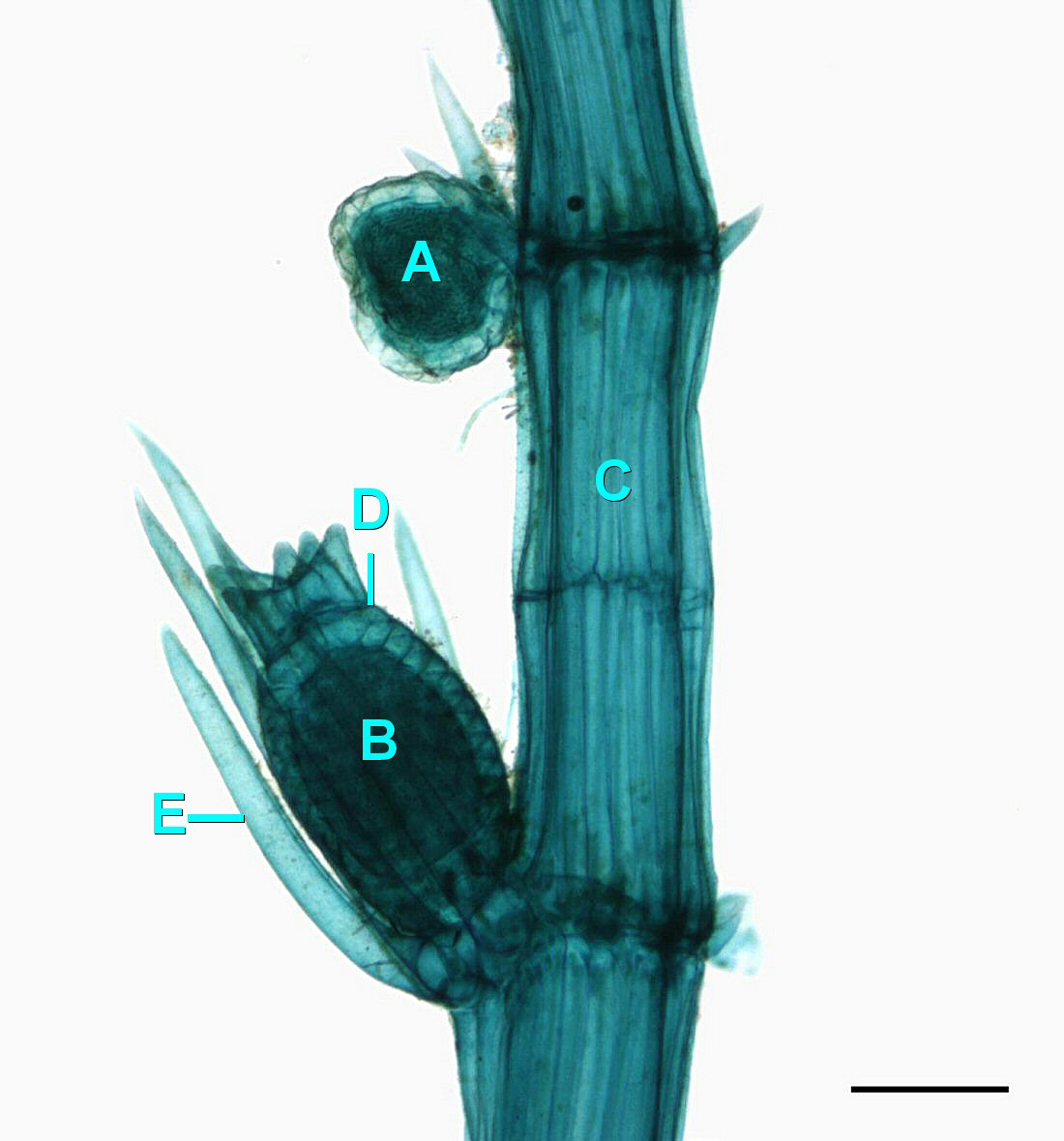
A-antheridium, B-eicel, C-stengel, D-oögonium, E-ligula
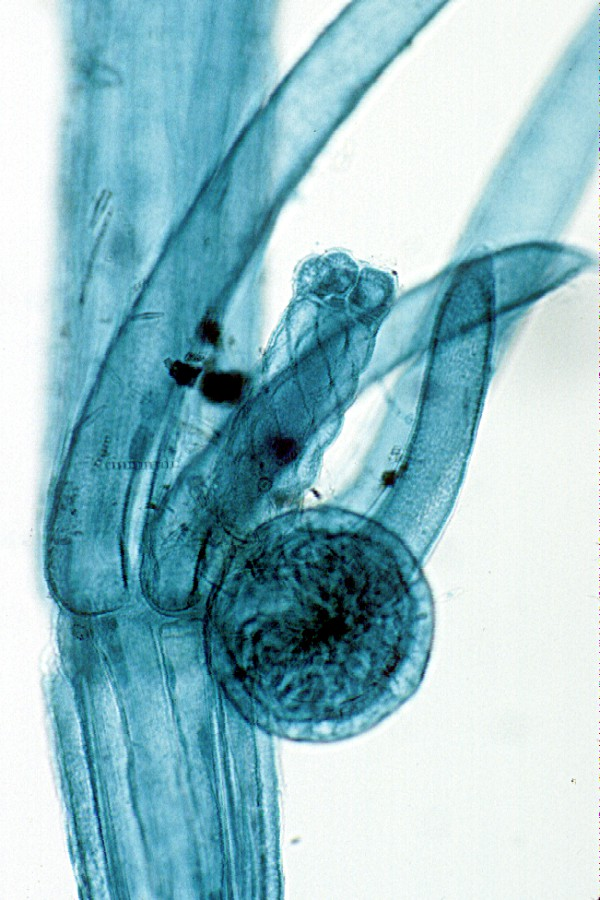
Gametangia van Chara antheridia
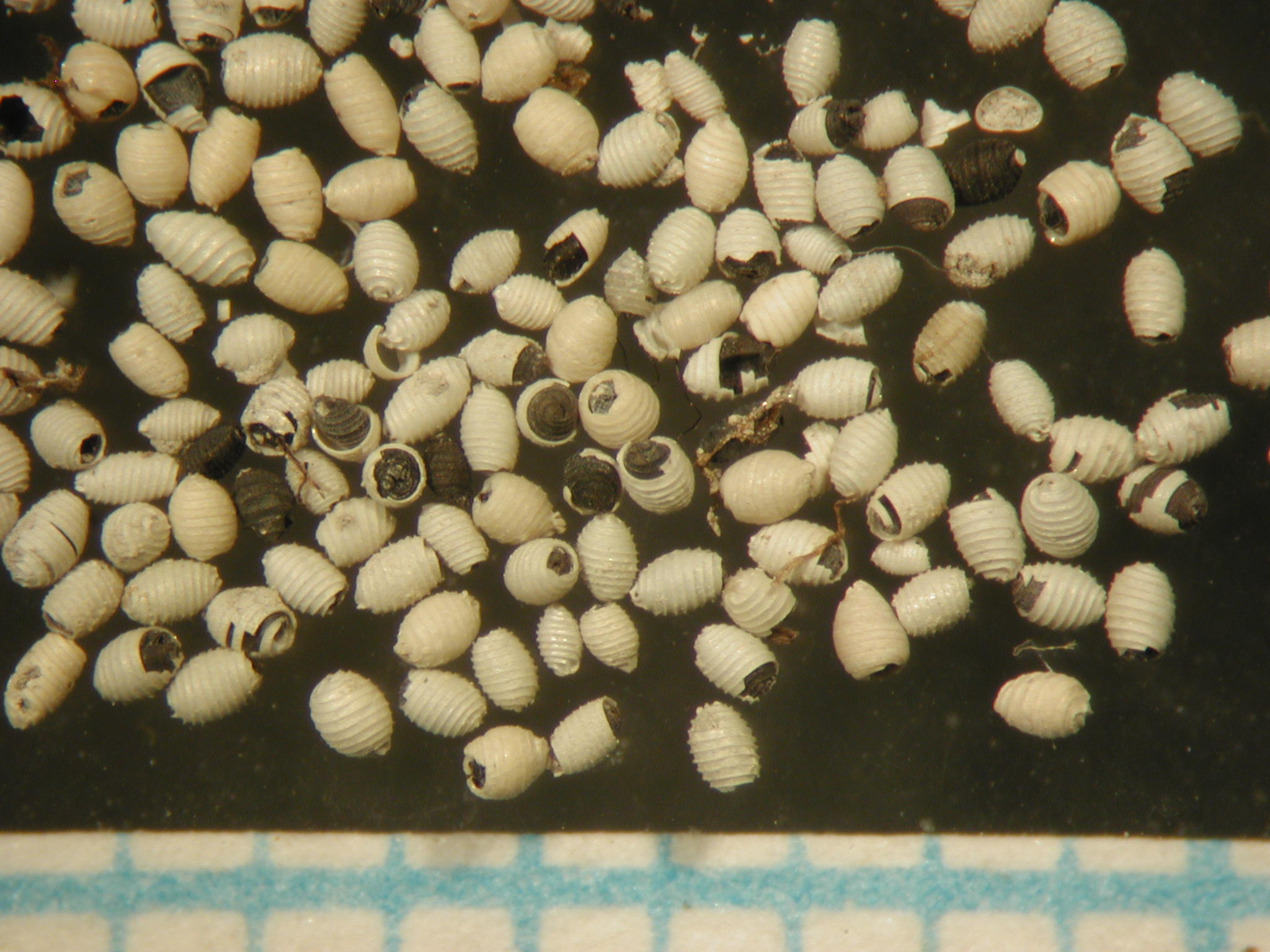
fossiele kranswieroögonen uit Holocene Moeraskalk bij de Ronde Hoep
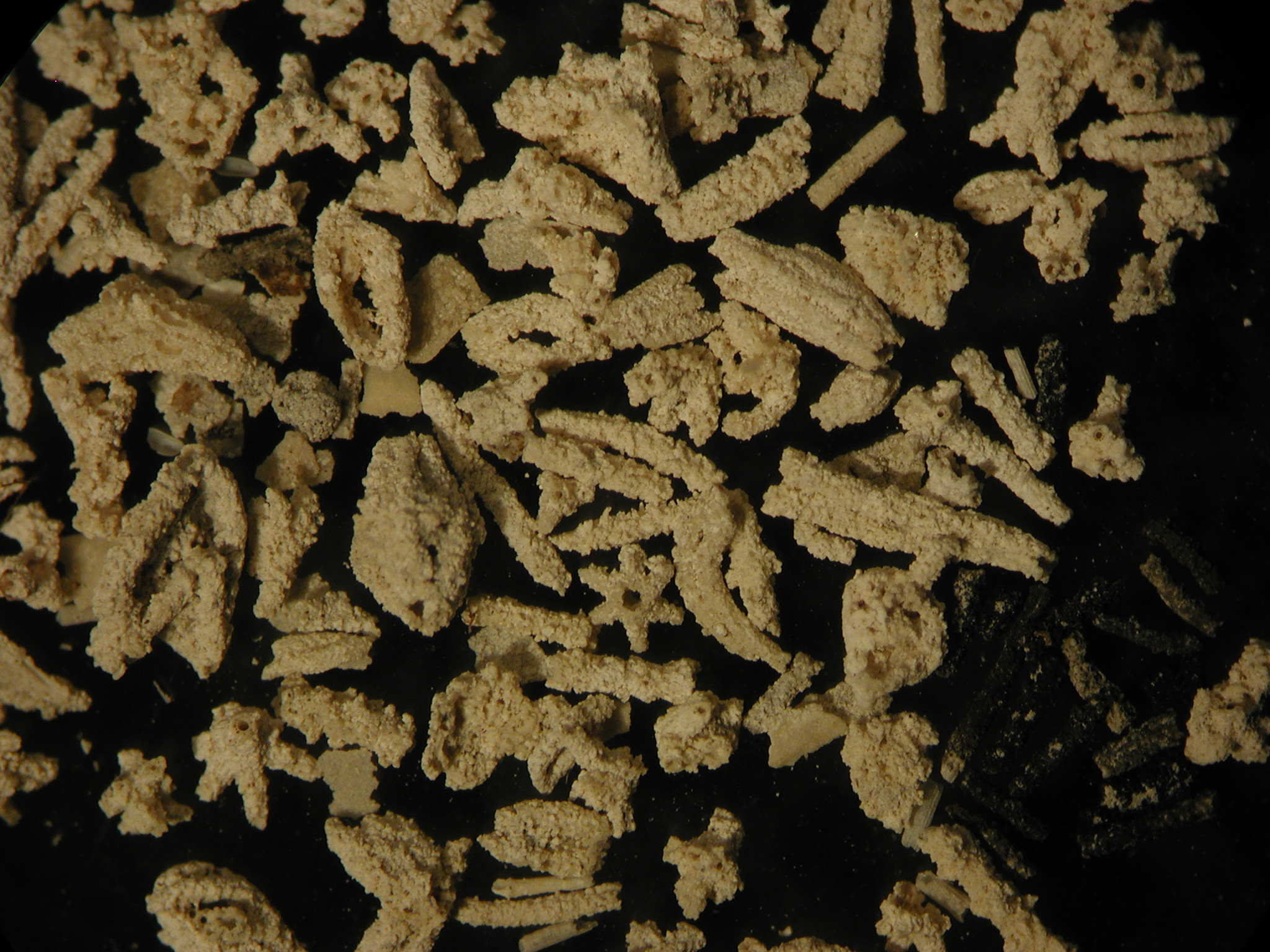
fossiele kranswiertakjes uit Holocene Moeraskalk bij de Ronde Hoep